# Râul Călănești
Râul Călănești este un râu din România, afluent al râului Câlniștea. Râul se formează la confluența brațelor Ciolpani și Vârtej